# Veliki koroški potres (1348)
Veliki koroški potres leta 1348 ali potres pri Beljaku je eden najpomembnejših potresov v potresni zgodovini Evrope. Kljub temu, da je bilo njegovo žarišče v bližini Beljaka v Avstriji (zanimivo je, da nekatere sodobne raziskave kažejo, da je bilo njegovo žarišče v Furlaniji v Italiji), je močno prizadel tudi slovenske kraje. 
Nastal je 25. januarja 1348 med 14. in 15. uro po svetovnem času. Žarišče je bilo v globini približno 7 km, njegova magnituda je bila 6,5. Največji učinki, ki jih je potres dosegel na območju Beljaka in v severovzhodni Italiji, so ocenjeni na X. stopnjo po EMS. S tem potresom se ne more primerjati noben dogodek v vsej srednji Evropi. Potres je terjal 20.000, po nekaterih podatkih celo 40.000 žrtev. Največ ljudi je izgubilo življenje ob samem rušenju, veliko žrtev pa je bilo tudi zaradi številnih požarov in poplav in verjetno tudi nekaterih kužnih bolezni, ki so se pojavile po potresu. Mesto Beljak je bilo popolnoma porušeno, močno prizadeti sta bili celotna Koroška in Kranjska. Valvasor piše, da je bilo na Kranjskem, Koroškem in Štajerskem ob potresu porušenih 26 mest in 40 gradov in cerkva. Tresenje so čutili prebivalci do Neaplja, Rima, Firenc, Strasbourga, Lübecka (Lužice), Krakova itd., to je na ozemlju z radijem okoli 750 km, kar je skoraj 1,8 milijona km².
Veliki pospeški tal v epicentralnem območju so z južnega pobočja gore Dobrač (2166 m) sprožili plaz v dolžini 5 km. Nekateri raziskovalci so izračunali, da je v dolino zgrmela 1 milijarda m³ materiala (1 km³).
Naknadni potresi, ki so sledili še cel mesec, so gmotno škodo še povečevali, šibkejši sunki pa so tresli okolico Beljaka še kakšni dve leti. Po nekaterih podatkih naj bi bilo v prvi noči po glavnem potresu še okoli 40 sunkov.